# Ottilie Rady

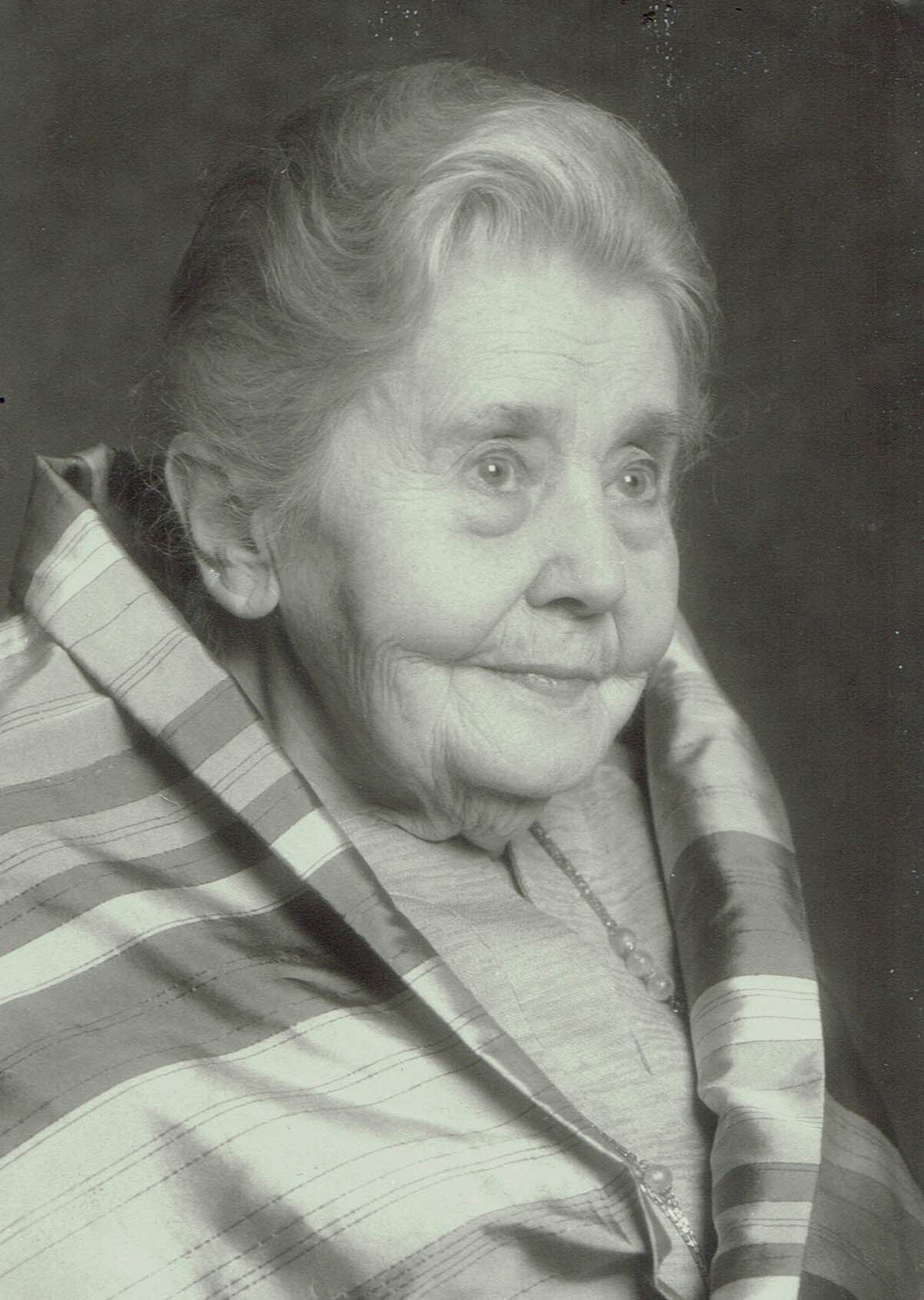
Ottilie Thiemann-Stoedtner

Ottilie Rady, verheiratete und verwitwete Stoedtner, verheiratete und verwitwete Thiemann, auch Ottilie Thiemann-Stoedtner (* 13. April 1890 in Darmstadt; † 12. April 1987 in Dachau) war eine deutsche Kunsthistorikerin.

## Leben
Ottilie Rady wurde im April 1890 als jüngste von drei Töchtern des Kaufmanns Adolph Rady (1853–1927) und dessen Ehefrau Caroline Thiemann (1854–1931) in Darmstadt geboren. Ottilie wurde katholisch erzogen. Von 1896 bis 1900 besuchte sie das private Reinecksche Institut in Darmstadt. Anschließend ging sie bis 1906 auf die Viktoriaschule (Darmstadt), damals eine reine Mädchenschule.
Nach der Geburt der Tochter Else im Oktober 1915 (gest. 1956), die aus einer unehelichen Beziehung mit dem Heeresflieger Paul Hermann Sieglitz (1879–nach 1943) hervorging und die kurz nach der Geburt zur Adoption freigegeben wurde, besuchte Ottilie das Darmstädter Pädagogium von Michael Elias (1867–1926), eine höhere Privatschule im Paulusviertel (Darmstadt). Im August 1917 legte sie dann ihre Reifeprüfung am Realgymnasium in Gießen ab.
Bereits im Frühjahr 1914 und Sommer 1915 hatte sie ihren Vetter Carl Thiemann in Dachau besucht und erlebte die dortige Künstlerszene und den Niedergang der Künstlerkolonie in Dachau mit. Dies sollte einen bleibenden Eindruck hinterlassen und ihren Studienwunsch verstärken. Ab dem Wintersemester 1917/18 studierte sie Kunstgeschichte und Klassische Archäologie an der TH Darmstadt, ein Semester, sowie an der Universität Bonn und der Universität Frankfurt am Main. Dort wurde sie am 6. Juli 1922 zum Dr. phil. promoviert. Ihr Lehrer war vor allem Rudolf Kautzsch. In ihrer Dissertation hatte sie sich mit dem „Weltlichen Kostüm zwischen 1250 und 1410“ auseinandergesetzt und dabei figürliche Darstellungen auf Grabsteinen im mittelrheinischen Gebiet untersucht.
Am 1. Oktober 1922 trat sie eine Stelle als Assistentin an der TH Darmstadt bei Paul Hartmann in der Abteilung für Kultur- und Staatswissenschaften an. Sie wurde 1929 an der TH Darmstadt mit einer Arbeit über Johann Baptist Scholl den Jüngeren habilitiert und war damit die erste habilitierte Kunsthistorikerin in Deutschland. Mit der Habilitation war die Ernennung zur Privatdozentin für Kunstgeschichte an der TH Darmstadt verbunden.
Von 1929 bis 1937 war sie Assistentin für Kunstgeschichte an der TH Darmstadt und lehrte in der Abteilung Architektur, zu der die Kunstgeschichte seit dem Wintersemester 1931/32 gehörte, sowie am Pädagogischen Institut in Mainz. Zum 15. Oktober 1934 wurde sie zur außerplanmäßigen Professorin für Kunstgeschichte ernannt. Nachdem ihr Mentor Paul Hartmann infolge der „Lieser-Affäre“ aus dem Amt gedrängt und auch das Pädagogische Institut in Mainz aufgelöst worden war, ergaben sich auch für Ottilie Rady zunehmend Schwierigkeiten an der TH. Zum 1. April 1937 verlor sie ihre Assistentenstelle an der TH Darmstadt aus politischen Gründen und wurde beurlaubt.
Sie arbeitete zunächst als freie Journalistin und später als freie Mitarbeiterin am Institut für wissenschaftliche Projektion des Berliner Kunsthistorikers und Fotografen Franz Stoedtner (1870–1946). Ihre Aufgabe war die Bestimmung und Katalogisierung von Lichtbildern für den Kunstgeschichtsunterricht. Dem Institut war ein Verlag angegliedert, der als einer der ersten kommerziellen Lichtbildvertriebe mit wissenschaftlich-pädagogischer Zielsetzung angesehen wird. Ottilie Rady heiratete Stoedtner 1942 und leitete das Institut nach dessen Tod im Januar 1946 bis zu ihrem Ausscheiden im Januar 1959. Bis 1948 wurde das Institut für wissenschaftliche Projektion, das sich im Ostteil der Stadt befand,  nach Düsseldorf verlegt. Der einstige „Lichtbildverlag Dr. Franz Stoedtner“ wurde ab 1959 von Heinz Klemm in Düsseldorf fortgeführt.
Im Mai 1959 heiratete Ottilie ihren Vetter, den Holzschneider und Kunstmaler Carl Thiemann, und nahm fortan ihren Wohnsitz in Dachau. Sie verfasste eine größere Anzahl von Biographien Dachauer Künstler. Nach dem Tod von Carl Thiemann im Dezember 1966 galt ihre Arbeit insbesondere der Pflege des Thiemannschen Werkes. Ihre letzten Lebensjahre verbrachte Ottilie Rady im Friedrich-Meinzolt-Haus, einem Altersheim in der Ludwig-Ernst-Straße in Dachau. Ottilie Rady starb einen Tag vor Vollendung des 97. Lebensjahres am 12. April 1987 in Dachau. Sie wurde neben ihrem zweiten Mann auf dem Dachauer Waldfriedhof bestattet.

## Ehrungen
Am 24. April 2002 wurde in Arheilgen, einem Stadtteil von Darmstadt, ein Weg nach Ottilie Rady benannt.

## Veröffentlichungen (Auswahl)
- Das Künstlerfest von 1852 auf dem Auerbacher Schloß. Frankfurt am Main 1926.
- Elsa Pfister-Kaufmann, Julius Kaufmann, ein Künstlerehepaar. Frankfurt am Main 1939.
- Johann Baptist Scholl d. J., ein hessischer Bildhauer, Zeichner und Maler der Spätromantik. Eduard Roether Verlag, Darmstadt 1965.
- Carl Thiemann, der Mensch, der Künstler. Dachau 1978.
- Dachauer Maler. Der Künstlerort Dachau von 1801 bis 1946. Dachau 1981.